# Mitsubishi 380
Der Mitsubishi 380 ist ein von Mitsubishi Motors Australia Ltd (MMAL) hergestelltes Pkw-Modell der oberen Mittelklasse. Das 2005 eingeführte Fahrzeug ist der Nachfolger der seit 1985 produzierten Mitsubishi Magna/Verada-Modelle. Wie diese basiert er auf dem japanischen Mitsubishi Galant.

## Geschichte
Das Unternehmen investierte über 600 Millionen Australische Dollar, um das Fahrzeug zu entwickeln und im australischen Tonsley Park in Produktion gehen zu lassen.
MMAL führt mit dem Mitsubishi 380 die Tradition fort, mit  frontangetriebenen Limousinen auf dem australischen Markt gegen Ford und GM zu konkurrieren, die dort hinterradangetriebene Limousinen wie den Ford Falcon und den Holden Commodore anbieten.

## Facelifts

### DB Series I (2005–2006)
Der 380 kam am 13. Oktober 2005 in den Handel. Die Baureihe bestand aus einem 380-Basismodell, den Modellen LS, LX, VR-X und GT. Zur Serienausstattung gehörten zwei Front- und Seitenairbags, eine Klimaanlage, ein Tempomat, elektrische Fensterheber, ein Bordcomputer, Audiobedienelemente am Lenkrad und ein Antiblockiersystem von Bosch. Es gab auch eine Limited Edition, die ab September 2005 und bis ins Jahr 2006 verkauft wurde.

### DB Series II (2006–2007)
Am 28. April 2006 kündigte Mitsubishi mit der Einführung der Serie II Preissenkungen an. Das Einstiegsmodell, jetzt ES genannt, wurde im Preis deutlich günstiger. Ein SX-Modell wurde eingeführt, während das LS-Modell gestrichen wurde. Der 380 erhielt 2005 die Auszeichnung Australia's Best Cars Large Car.

### DB Series III (2007–2008)
Mitte Juli 2007 kam die Serie III auf den Markt, deren Modellpalette und Preise geändert wurden, um weitere Verkäufe anzuziehen und das Interesse privater Käufer zu steigern. Der Preis des ES-Modells stieg, wurde aber durch serienmäßige Leichtmetallräder, Nebelscheinwerfer und Antriebsschlupfregelung kompensiert. Insgesamt umfasste die Reihe nun vier Modelle: ES, SX, VR-X und GT. Im Gegensatz zur Serie II wurden bei der neuen Serie alle Modelle dezent verändert.

Das Sondermodell 380 VR-X Fusion Burst basierte auf dem VR-X und war in einer limitierten Auflage nur in Orange erhältlich. Abgesehen von der Farbe war der Fusion Burst ohne Aufpreis mit Schiebedach und passendem Sitzstoff ausgestattet.

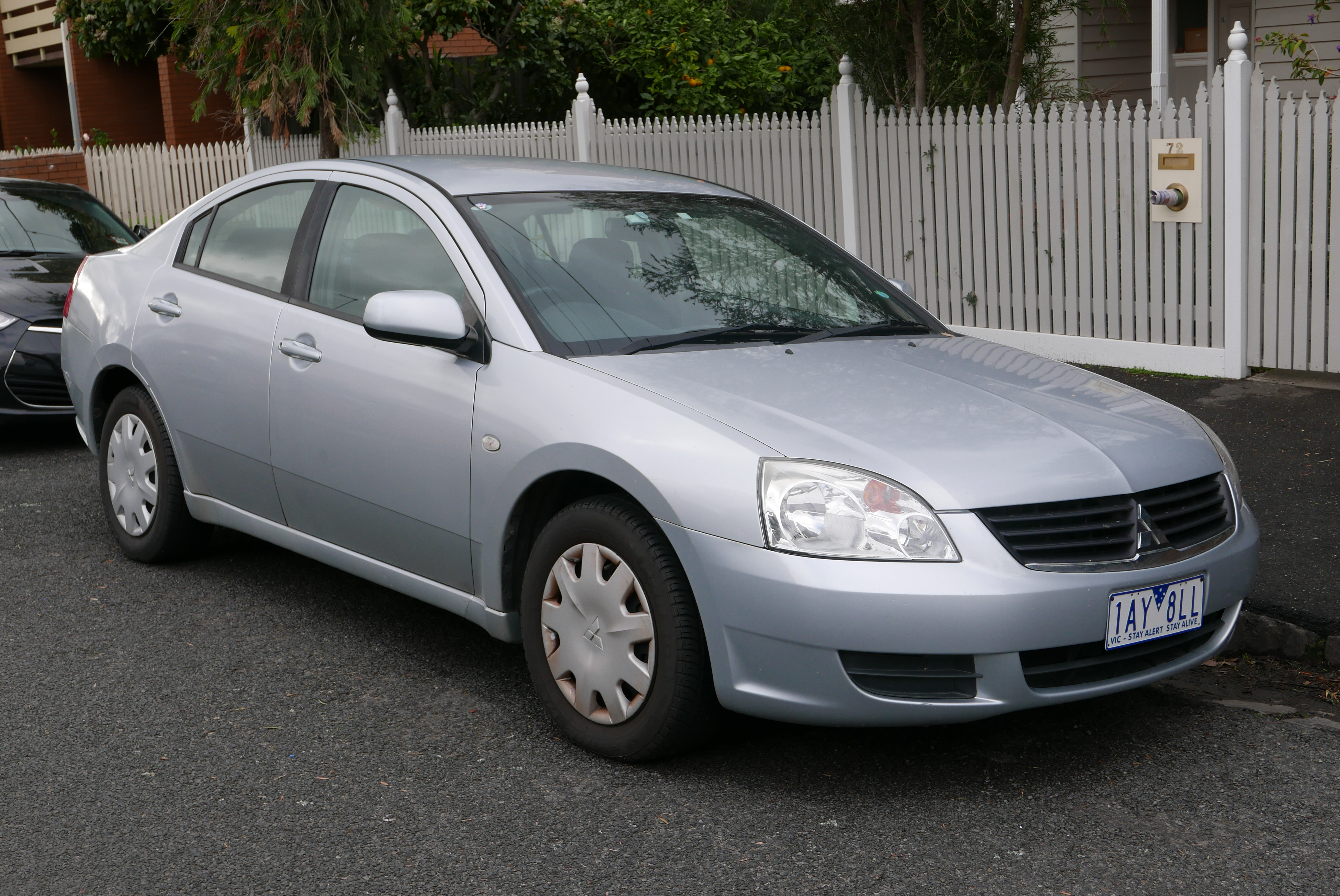
Mitsubishi 380 (DB Series I, 2005–2006)
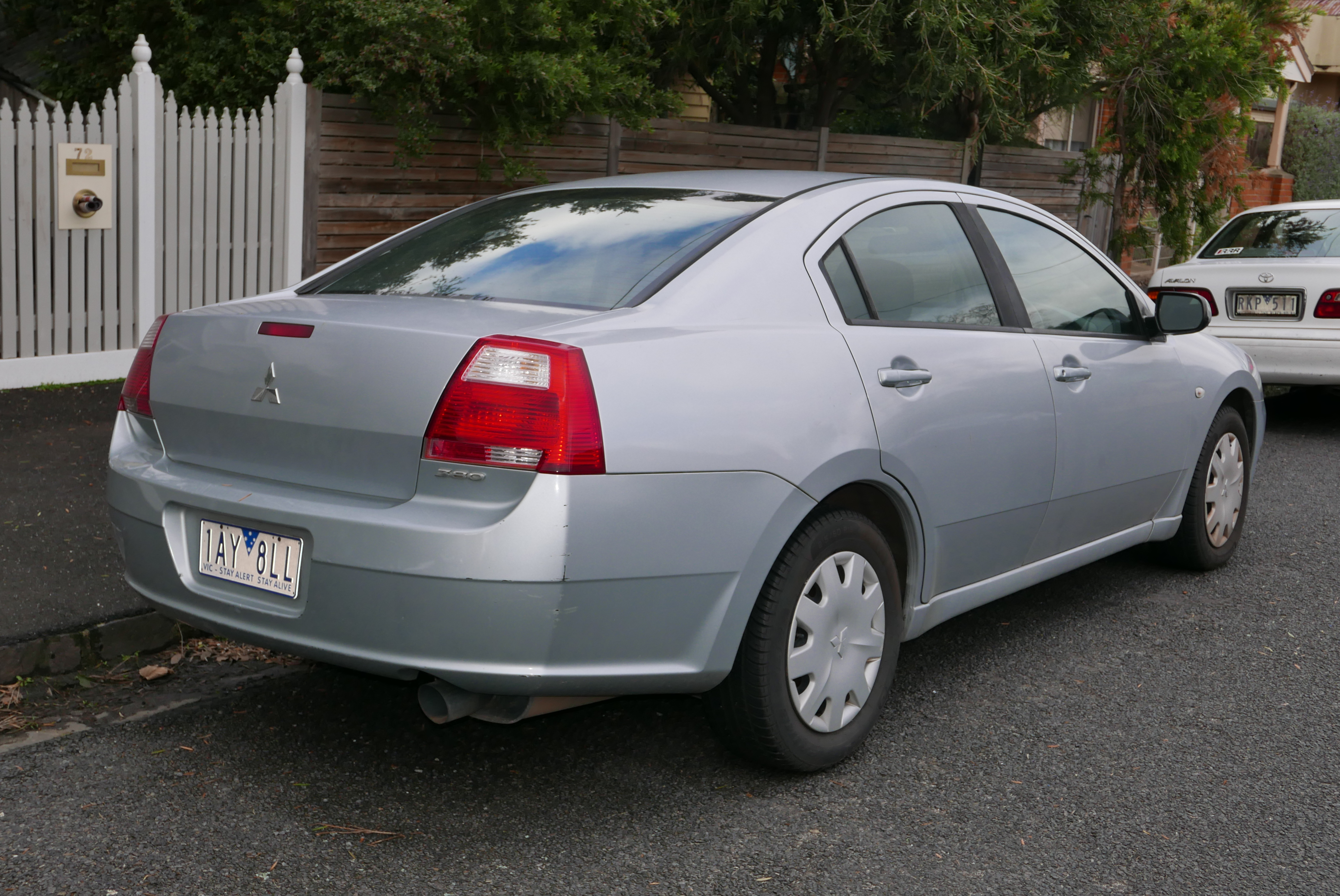
Heckansicht
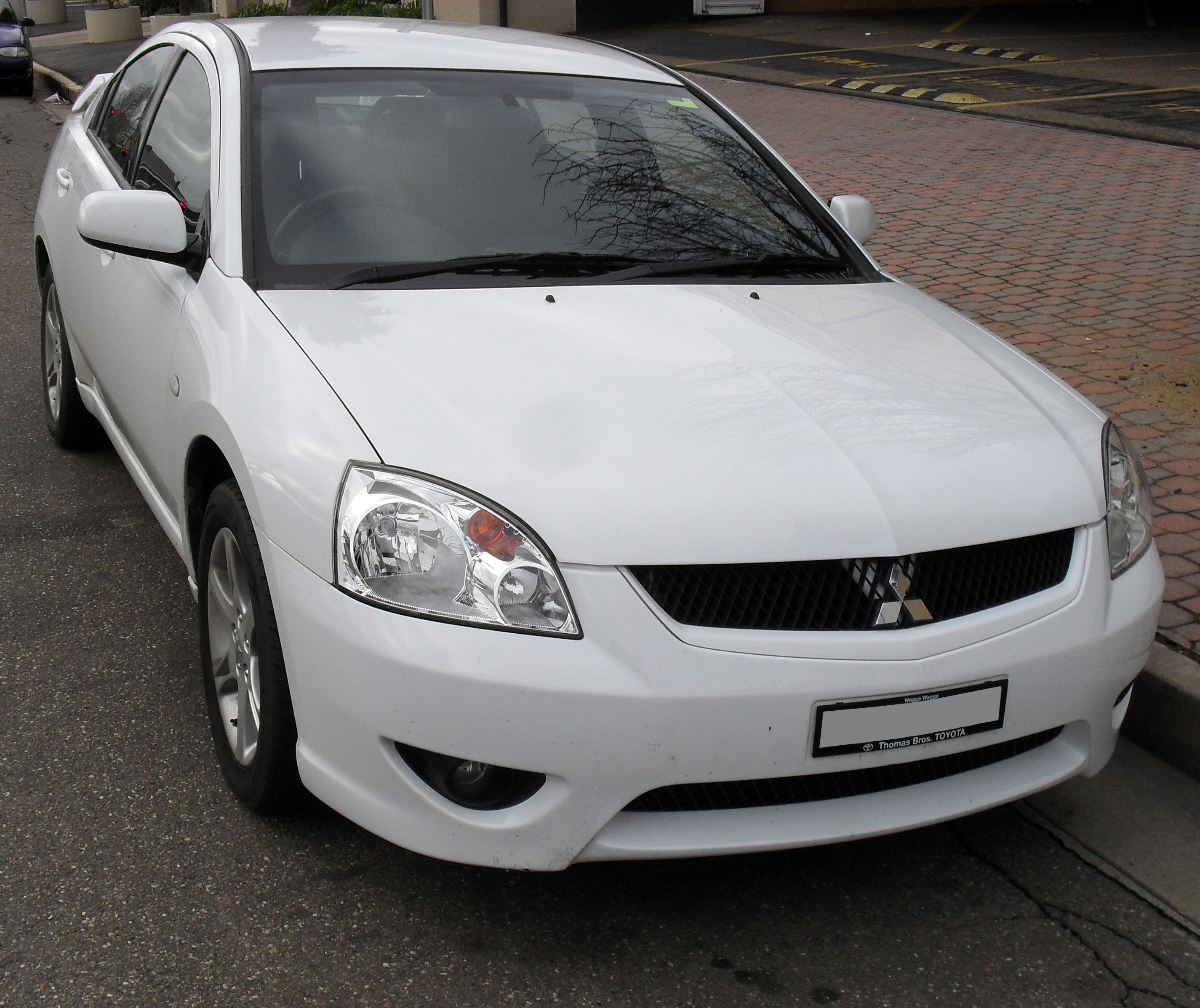
Mitsubishi 380 (DB Series II, 2006–2007)
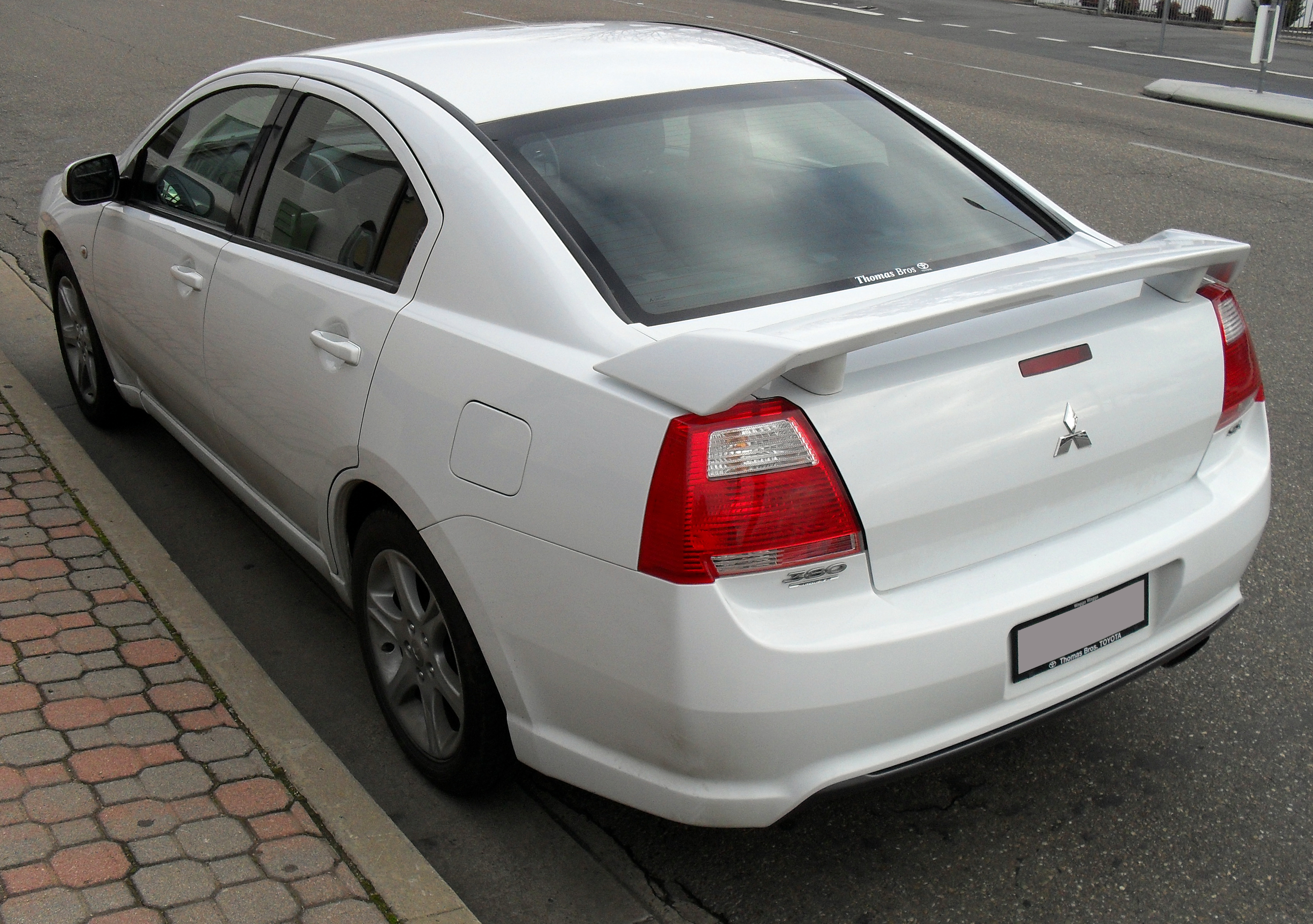
Heckansicht
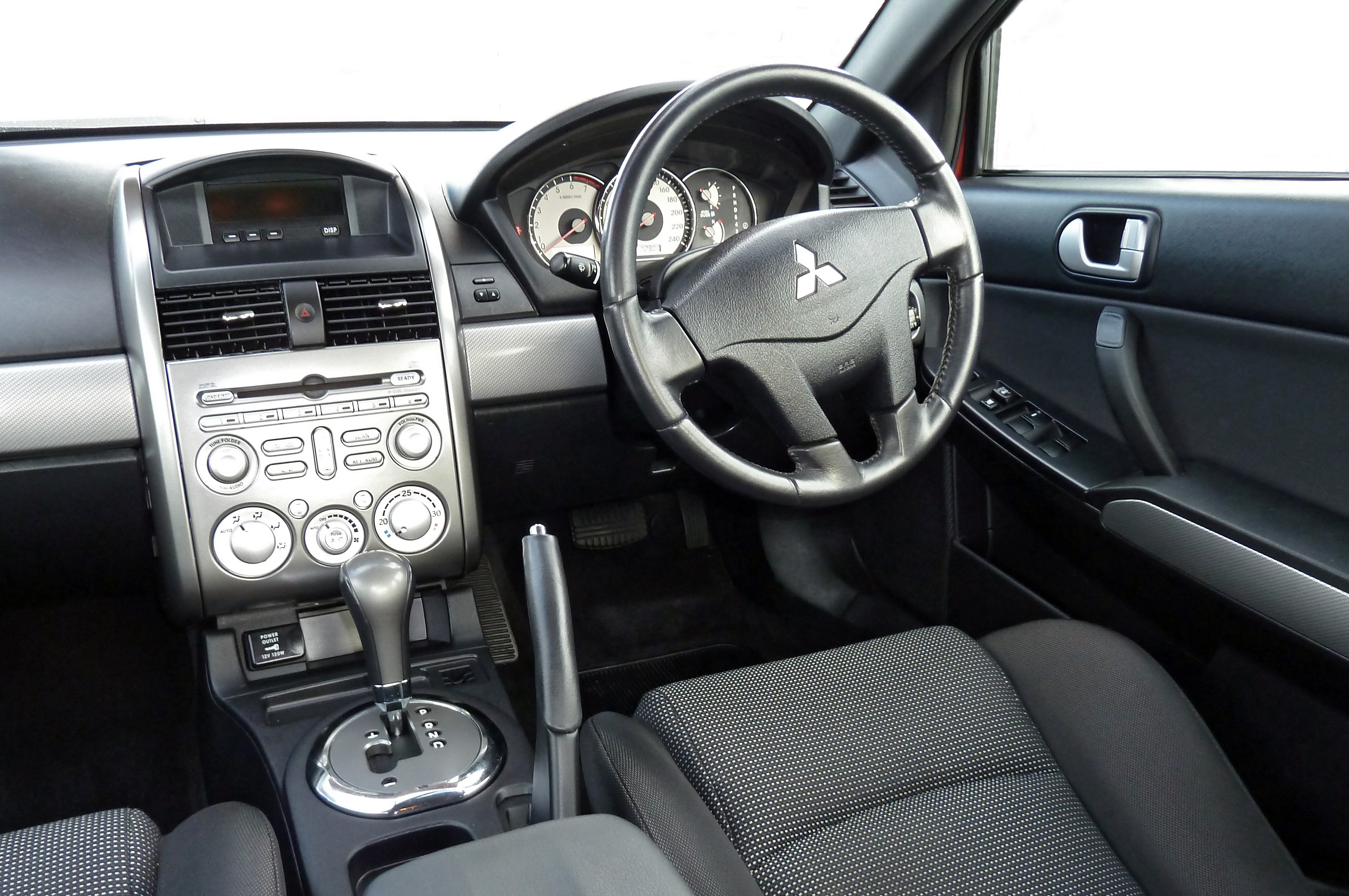
Innenraum
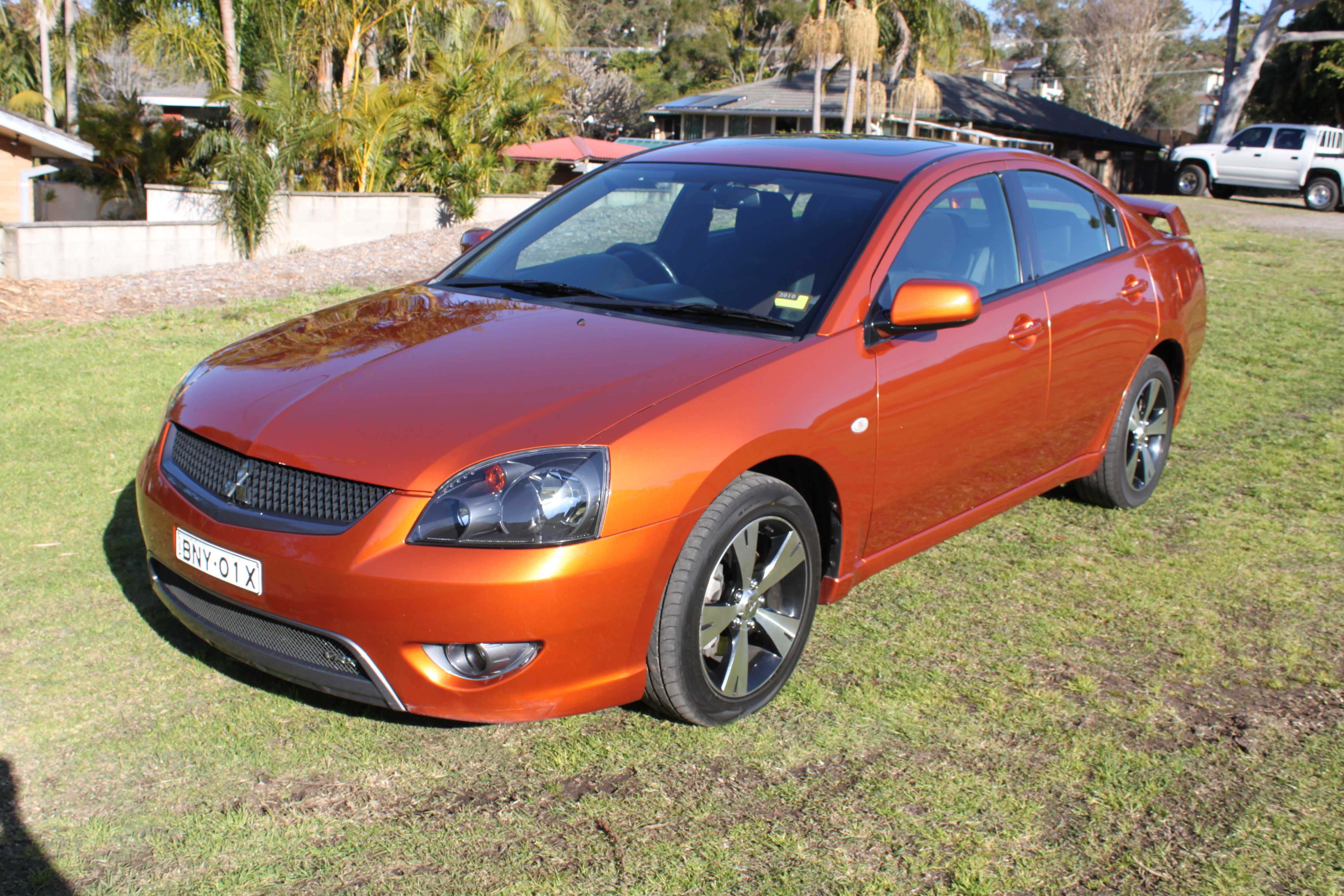
380 VR-X Fusion Burst
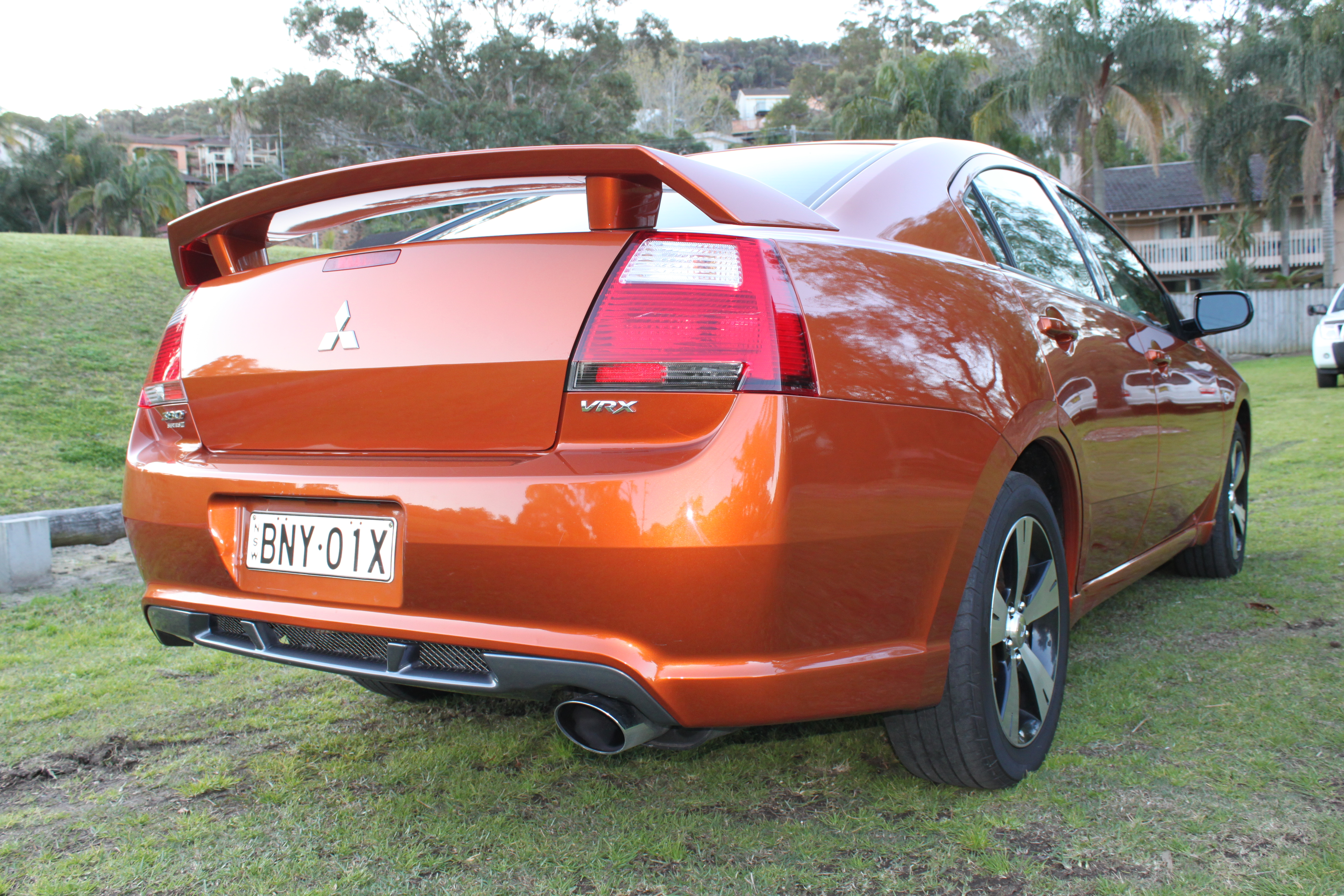
Heckansicht

## Produktionsende
Im März 2008 wurden das australische Mitsubishi-Werk geschlossen und die Produktion des 380 beendet; der Absatz des 380 verlief nachhaltig enttäuschend. 2005 wurden 16.017 Stück verkauft, 2006 13.065 Stück, 2007 noch 10.948 Stück.
| Mitsubishi 380                         | V6                                                                     |
| -------------------------------------- | ---------------------------------------------------------------------- |
| Motor:                                 | 6-Zylinder-V-Motor (Viertakt)                                          |
| Bezeichnung:                           | 4G75                                                                   |
| Hubraum:                               | 3828 cm³                                                               |
| Bohrung × Hub:                         | 95 × 90 mm                                                             |
| Leistung bei 1/min:                    | 175 kW (238 PS) bei 5250                                               |
| Max. Drehmoment bei 1/min:             | 343 Nm bei 4000                                                        |
| Verdichtung:                           | 10,0:1                                                                 |
| Gemischaufbereitung:                   | Elektronische Einspritzung                                             |
| Ventilsteuerung:                       | DOHC, Antrieb über Zahnriemen                                          |
| Kühlung:                               | Wasserkühlung                                                          |
| Getriebe:                              | Fünfganggetriebe oder Viergangautomatik Frontantrieb                   |
| Radaufhängung vorn:                    | Obere Querlenker, Längs- und Querlenker, Schraubenfedern               |
| Radaufhängung hinten:                  | Längslenker, doppelte Querlenker, obere Dreiecklenker, Schraubenfedern |
| Bremsen:                               | Scheibenbremsen rundum, Servo, ABS                                     |
| Lenkung:                               | Zahnstangenlenkung, Servo                                              |
| Karosserie:                            | Stahlblech, selbsttragend                                              |
| Spurweite vorn/hinten:                 | 1570/1570 mm                                                           |
| Radstand:                              | 2750 mm                                                                |
| Abmessungen:                           | 4855 × 1840 × 1480 mm                                                  |
| Leergewicht:                           | 1640 kg                                                                |
| Höchstgeschwindigkeit:                 | ca. 230 km/h                                                           |
| 0–100 km/h:                            | n. a.                                                                  |
| Verbrauch (L/100 km, austral. Zyklus): | 10,8–11,4 S                                                            |
| Preis (Stand 02/08):                   | AUD 28.990–44.990 entspricht € 17.800–27.700                           |